# Vallée de Fontanalba

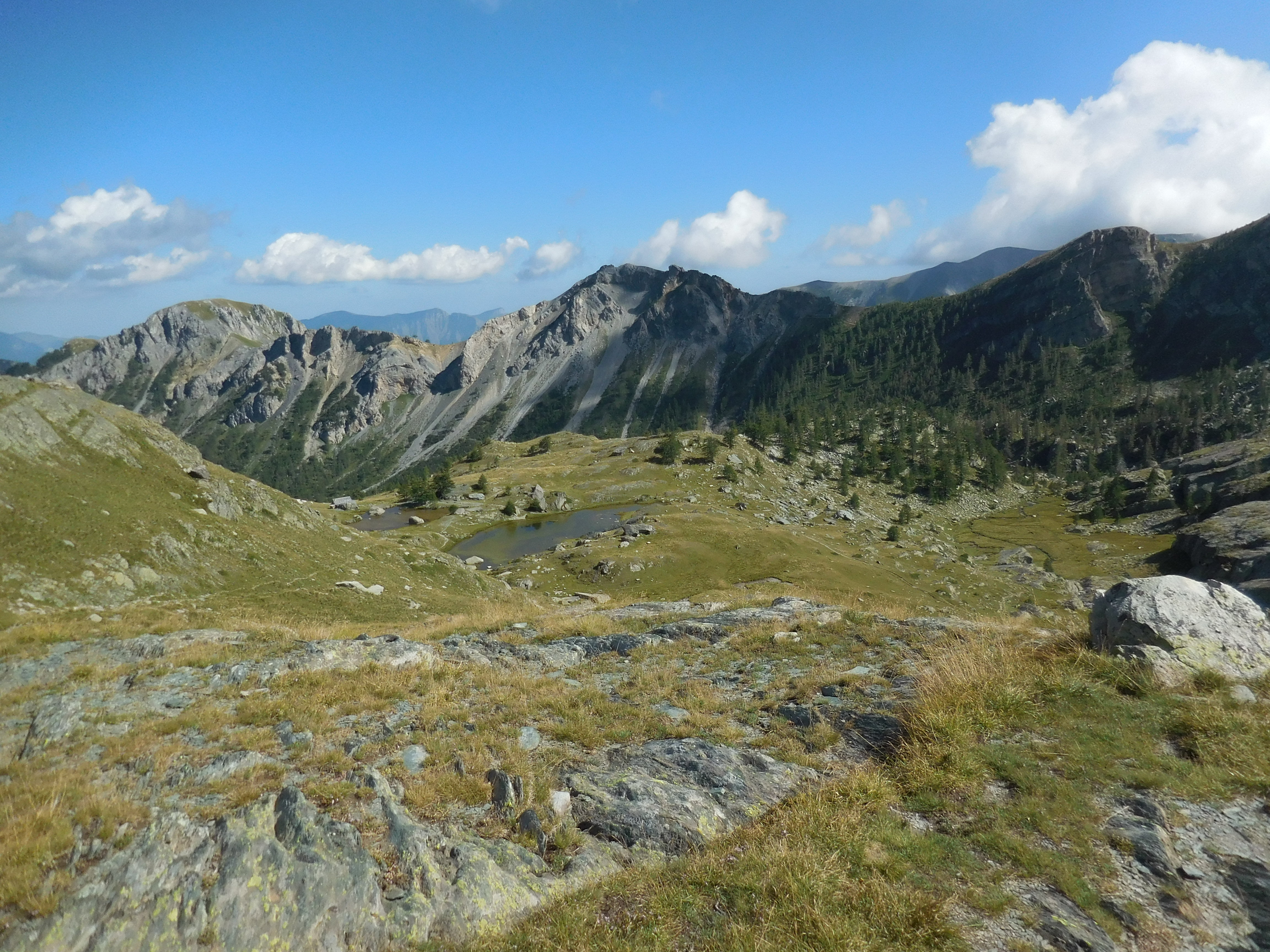
Bliźniacze jeziora. Za doliną Fontanalba, po lewej stronie jest Czerwona Skała, a na środku szczyt Chanvrairée, po prawej stronie dół Vallauretta

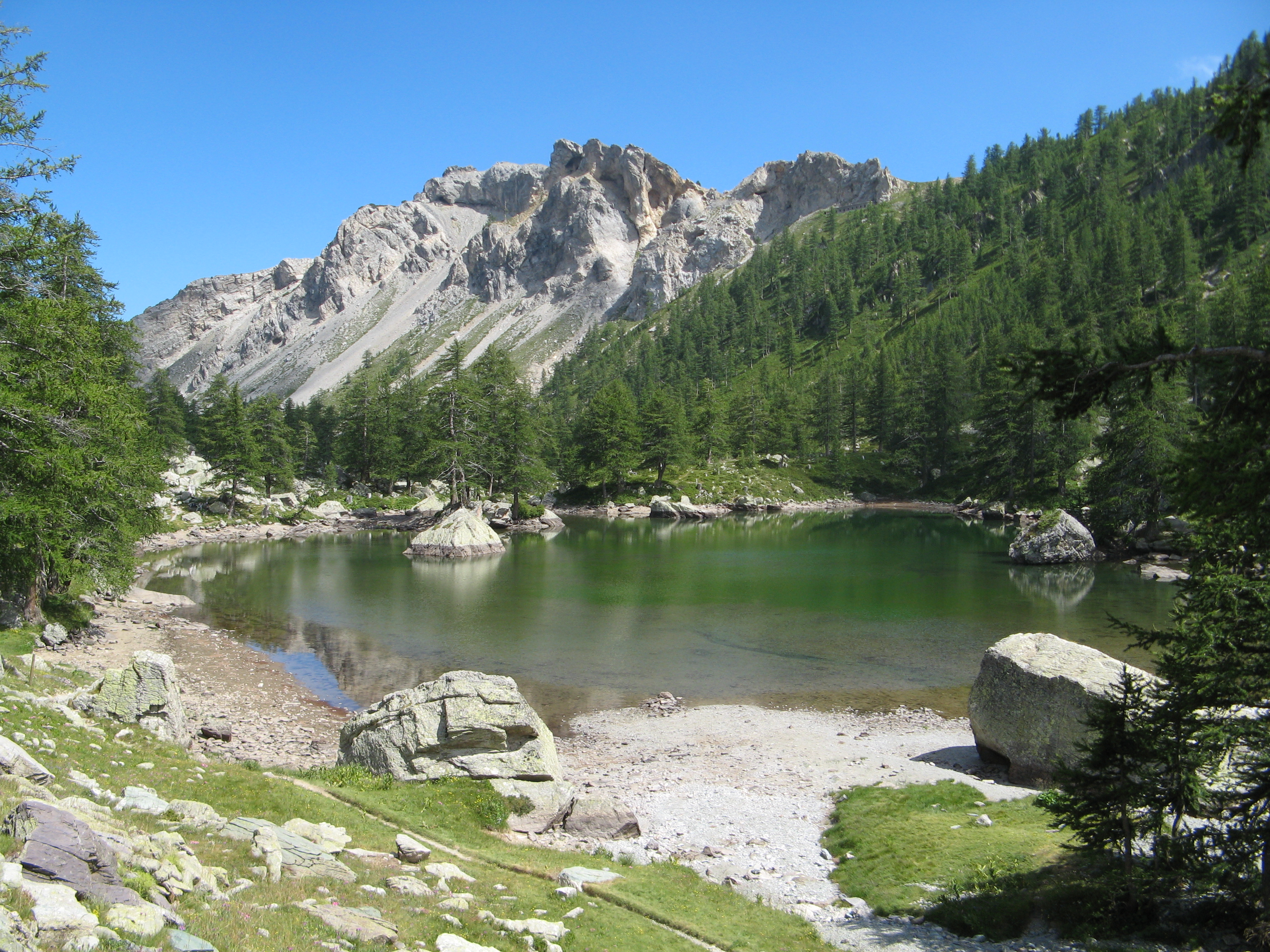
Vallée de Fontanalba

Vallée de Fontanalba lub Vallée de Fontanalbe (Dolina białego źródła) – dolina wewnątrz Parku Narodowego Mercantour we francuskich Alpach Nadmorskich. Znajduje się po drugiej stronie góry Monte Bego.

## Opis doliny i ryciny skalne

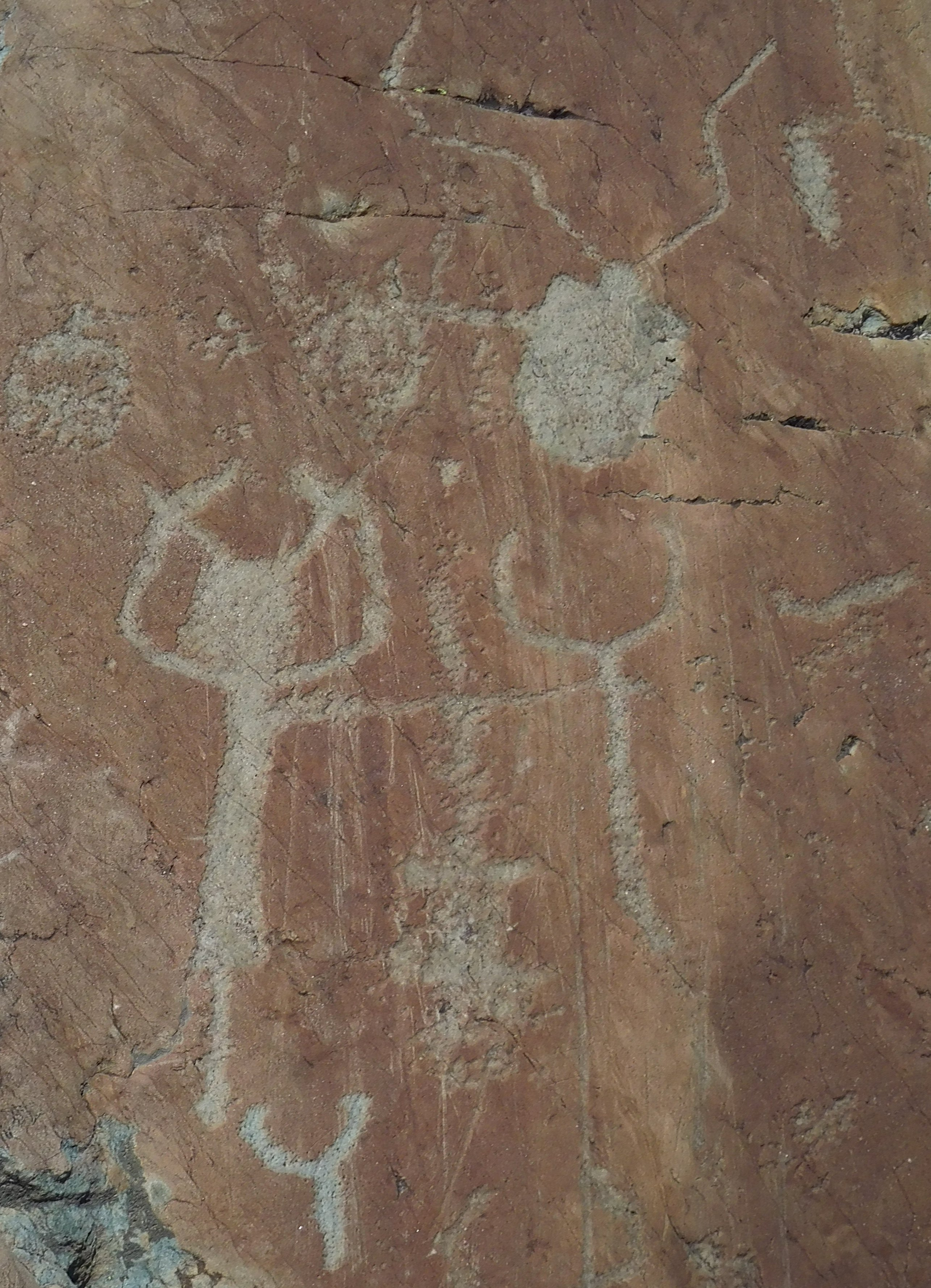
Rysunki naskalne

Vallée de Fontanalba była często odwiedzana przez Chalkolitów. Tak samo, jak szczyt Monte Bego i Vallée des Merveilles. Ryciny skalne są największym znaleziskiem prehistorycznym w Alpach. Rysunki zostały w ostatnich czasach porysowane przez epokę lodową, razem z nimi powierzchnie skał. Ale krajobraz polodowcowy i obecność rysunków naskalnych nie są jedynymi atutami tej doliny, która znajduje się ponad 2000 metrów nad wioską Casterino. 

## Flora i Fauna[1]

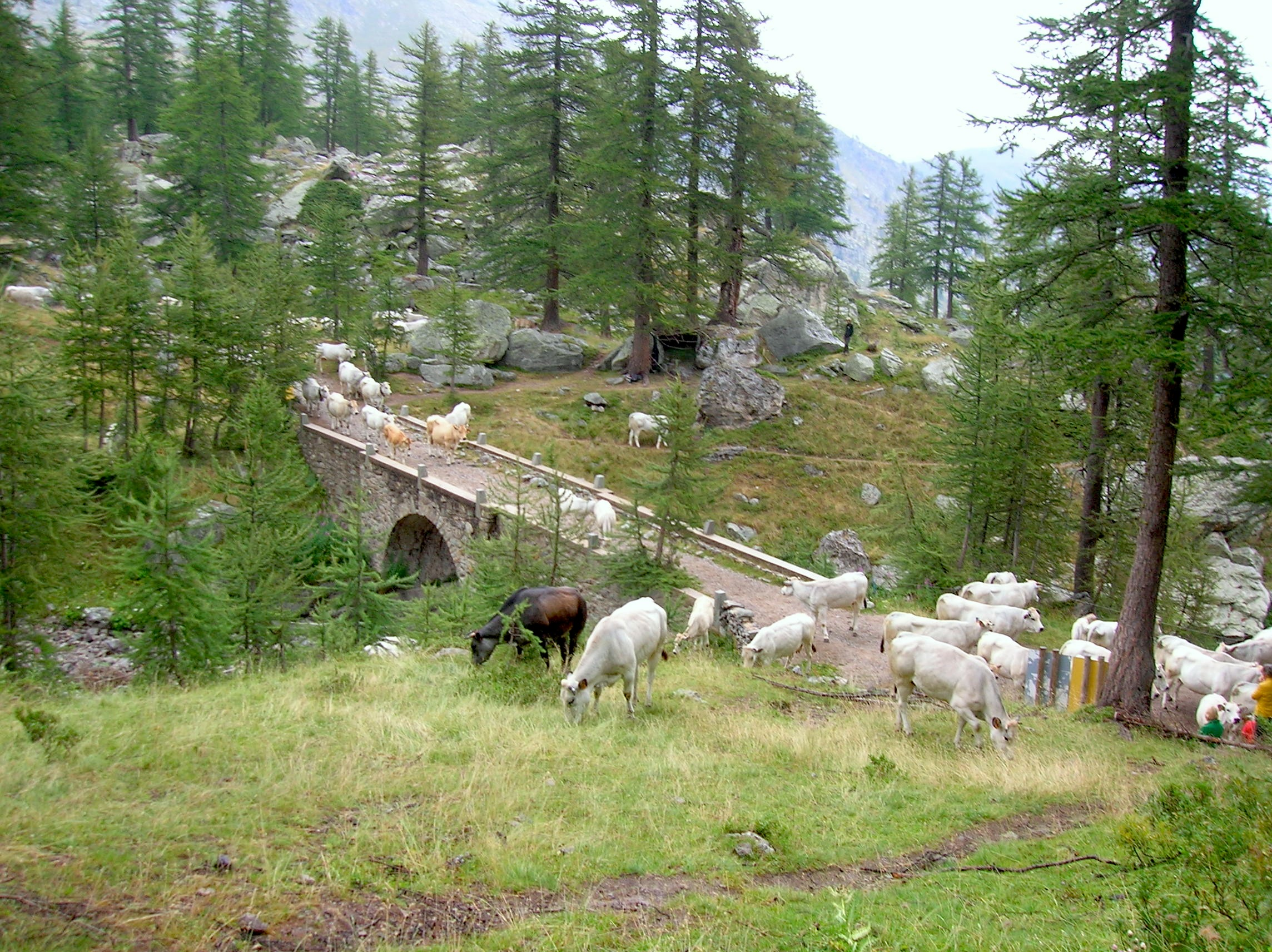
Kozice w Vallée de Fontanalba

Dzięki zróżnicowanej strukturze geologicznej takiej, jak wapienie, detrytyczne skały osadowe i skały krystaliczne dolina Fontanalba oferuje korzystne wsparcie dla rozwoju bardzo bogatej flory. Liczne gatunki storczyków, lilii i klasyczne rośliny alpejskie, np. goryczki, zawilce, pierwiosnki i niektóre endemiczne, np. Fritillaire de Moggridge.
W parku żyją między innymi świstaki, kozice północne i koziorożce alpejskie.

## Dostęp do Vallée de Fontanalba
Dostęp do Vallée de Fontanalba możliwy jest przez wieś Casterino (niedaleko Tende) na wysokości 1550 metrów nad poziomem morza. Ryciny skalne można zdobyć też pokonując tor, zbudowany przez wojsko włoskie przed II wojną światową.

## Badania[1]
Pierwsza pisemna wzmianka o rysunkach skalnych pojawiła się w 1700. Systematyczne badania rozpoczęły się w ok. 1885 przez brytyjskiego przyrodnika, Clarenca Bicknella. Również francuski prehistoryk, archeolog i przyrodnik, Émile Rivière zajmował się badaniem tych terenów.  